# 4-я парашютная бригада (Аргентина)
4-я парашютная бригада Аргентины (Br Parac IV) — (исп. Brigada Paracaidista IV) — соединение сухопутных войск Аргентины. Специализируется на воздушно-десантных операциях. Базируется в Кордове, провинция Кордова. Наряду с 1-й танковой и 10-й механизированной бригадами входит в стратегический резерв вооружённых сил страны. Аргентина стала первой страной Южной Америки, которая создала воздушно-десантные войска. В снаряжение аргентинских парашютистов входили каски, подобные британским, остальная часть амуниции и оборудования походили на снаряжение немецких Fallschirmjägers.
Бригада составляет основу аргентинских сил быстрого реагирования. Десантники носят красные береты. Состав соединения с 2009-го года:
- Штаб бригады (Кордова)
- 2-й парашютный полк «Генерал Балькарсе» (Кордова)
- 14-й парашютный полк (Кордова)
- 4-я парашютная артиллерийская группа (Кордова)
- 4-й разведывательный эскадрон (Малагуэньо)
- 4-я инженерная рота (Кордова)
- 4-я рота связи (Кордова)
- 4-я рота поддержки (Кордова)
- Тыловая база «Кордова» (Кордова)